# 澳門嚶鳴合唱團
澳門嚶鳴合唱團（英語：Macau Perosi Choir）是以培養音樂興趣、推動唱歌藝術、促進音樂文化為宗旨的澳門非牟利組織。於1997年宣佈成立，現時合唱團指揮是梁詠茜（兼音樂總監）及伍星洪。
現時合唱團大約有50名團員，演繹曲目多元化，其中包括宗教歌曲、中國藝術歌曲、各地民歌、百老匯音樂劇歌曲及自創歌曲等等。合唱團除自身的定時練習外，每年也會請聲樂家來團作指導培訓。

## 歷史
澳門嚶鳴樂團於1997年成立，其後便不斷舉行不同的音樂演唱，其後兩年間就先後應邀赴香港、廣東中山市及在澳門政權交接葡方告別晚會上演繹。
2001年，受澳門文化局邀請在第十二屆澳門藝術節獲得在與鋼琴家劉詩昆合演；之後在「四方樂韻聚濠江」邀請兩岸四地合共四隊合唱團合唱演出。2002年7月，在北京參與第六屆中國國際合唱節，並獲得「成年組銅獎」、「中國歌曲演唱獎」及「優秀伴奏獎」。2003年1月8日，中國人民政治協商會議主席李瑞環訪澳，澳門嚶鳴合唱團獲澳門文化局邀請在歡迎李瑞環訪澳文藝晚會上演出。2005年10月，澳門文化局第二度邀請澳門嚶鳴合唱團為紀念冼星海一百週年誕辰，在第十九屆澳門國際音樂節的紀念音樂會上與澳門樂團合作演繹《黃河大合唱》。
多年來，澳門嚶鳴合唱團積極推廣本地作曲家音樂，並於2005年舉辦區師達神父合唱作品音樂會、2006年舉辦林樂培聖樂合唱作品音樂會。

## 演出經驗
| 時間                  | 简介                                                                          |
| --------------------- | ----------------------------------------------------------------------------- |
| 1997年3月30日         | 聖樂演唱會 (創團音樂會)                                                       |
| 1997年9月20日         | 聖樂演唱會                                                                    |
| 1997年12月21日        | 九七聖誕同樂音樂會 (應澳門青年交響樂團協會之邀)                               |
| 1998年4月25日         | 嚶鳴合唱團訪港聖樂會 (與香港聖樂團和兒童歌詠團攜手舉行)                       |
| 1998年12月12日        | 中西樂韻夜悠揚演唱會 (周年音樂會)                                             |
| 1999年3月13日         | 第十八屆校際歌唱比賽中學組 (擔任表演嘉賓)                                     |
| 1999年5月9日          | 歐洲日演唱會 (應歐洲研究學會邀請)                                             |
| 1999年11月27日        | 嚶鳴妙韻迎千禧 (周年音樂會)                                                   |
| 1999年12月4日         | 嚶鳴妙韻迎千禧 (周年音樂會)                                                   |
| 1999年12月19日        | 移交大典文藝晚會 (應移交大典統籌辦公室邀請參加演出)                           |
| 1999年12月26日        | 粵港澳千禧樂舞慶回歸 (參加演出)                                               |
| 2000年11月25日        | 文化綜藝夜傾情慈善演唱會 (周年音樂會)                                         |
| 2000年12月2日         | 文化綜藝夜傾情慈善演唱會 (周年音樂會)                                         |
| 2000年12月9日         | 相聚在中山演唱會 (應中山樂力合唱團邀請)                                       |
| 2001年3月13日         | 第二十屆校際歌唱比賽中學組 (擔任表演嘉賓)                                     |
| 2001年3月14日         | 與鋼琴家劉詩昆合作演出 (應澳門文化局之邀在參加第十二屆澳門藝術節)             |
| 2001年3月31日         | 南灣美夜傳嚶鳴 (應澳門陸軍俱樂部之邀)                                         |
| 2001年5月9日          | 拍錄宣傳澳門的短片 (應澳門旅遊局之邀請)                                       |
| 2001年11月24日        | 四方樂韻匯濠江 (周年音樂會)                                                   |
| 2001年11月25日        | 四方樂韻匯濠江 (周年音樂會)                                                   |
| 2002年3月31日         | 澳門愛樂協會成立三週年音樂會 (應邀演出)                                       |
| 2002年7月28日至8月3日 | 參加第六屆中國國際合唱節                                                      |
| 2002年12月28日        | 樂彩飛楊合唱晚會 (周年音樂會)                                                 |
| 2003年1月4日          | 樂彩飛楊合唱晚會 (周年音樂會)                                                 |
| 2003年1月8日          | 新年文藝晚會(應文化局邀請)                                                    |
| 2003年9月14日         | 賀中秋文藝晚會(應邀與印尼雅加達群島藝術團合唱團同台演出)                      |
| 2004年5月7日          | 邀請“瑞典大學合唱團”來澳演出                                                  |
| 2004年11月20日        | 合唱花園音樂會 (周年音樂會)                                                   |
| 2004年11月28日        | 合唱花園音樂會 (周年音樂會)                                                   |
| 2005年1月23日         | 青年獻愛心音樂會－支持南亞災後救援工作"合作演出－(應澳門青年交響樂團協會邀請) |
| 2005年6月5日          | 區師達神父作品音樂會                                                          |
| 2005年10月16日        | 第十九屆澳門國際音樂節記念冼星海100週年誕辰音樂會(應文化局邀請)               |
| 2005年12月25日        | 周日午間合唱系列「聖誕音樂會」 (周年音樂會)                                   |
| 2006年4月1日          | 慶祝林樂培八十大壽聖樂合唱作品音樂會                                          |
| 2006年8月27日         | 周日午間合唱系列II                                                            |
| 2006年11月26日        | 在時光中的經典合唱音樂會 (周年音樂會)                                         |
| 2007年4月1日          | 偉大的奧跡文藝復興巴羅克聖樂音樂會 (嚶鳴合唱團十周年演唱會系列)               |
| 2007年5月12日         | 澳門本土合唱作品演唱會 (嚶鳴合唱團十周年演唱會系列)                           |
| 2007年6月13日         | 澳門第一屆世界華人合唱節中國合唱百年音樂會 (應邀演出)                         |
| 2008年5月18日         | 伊比利亞的禱聲 文藝復興及巴羅克時期無伴奏合唱作品音樂會                       |
| 2008年11月22日        | 二十世紀初至今的澳門本土合唱作品專輯發行演唱會                                |
| 2008年12月23日        | 聖誕音樂會(應澳門樂團邀，與澳門演藝學院音樂學校合唱團演出)                    |